# Amics de la Cultura de Sant Martí de Llémena
Amics de la Cultura de Sant Martí de Llémena és una entitat sense ànim de lucre de Sant Martí de Llémena que treballa pel manteniment de la cultura popular i tradicional. El pessebre vivent que organitza des del 1964, el 2017 comptava amb 21 escenes i la participació de persones de l'entorn del municipi. Fa altres activitats com una exposició de flors, col·labora en l'organització de la festa major de Sant Martí de Llémena i fa xerrades sobre llegendes als centres educatius de la comarca. El 2017 se li va concedir la Creu de Sant Jordi.